# Pucz (film dokumentalny)
Pucz – polski film dokumentalny z 2017 roku zrealizowany przez Ewę Świecińską, wyprodukowany przez Telewizję Polską. Opowiada o kryzysie sejmowym w Polsce, który odbywał się w dniach 16 grudnia 2016-12 stycznia 2017. W filmie dokumentalnym wykorzystano materiały filmowe m.in. z TVP, Polsat News, TVN24 oraz TOK FM.
Premiera filmu odbyła się 15 stycznia 2017 roku w TVP1 po Wiadomościach oraz w TVP Info i zebrał ok. 3,5 miliona widzów.

## Opis
Film dokumentalny rozpoczyna się od słów posła PSL Eugeniusza Kłopotka w TVP Info, który zapowiada że wydarzy się coś gorszego. Późniejsza scena pokazuje wykluczenie przez Marszałka Sejmu Marka Kuchcińskiego posła Platformy Obywatelskiej Michała Szczerby z obrad Sejmowych, co zapoczątkowało kryzys sejmowy.
Dokument pokazuje demonstracje Komitetu Obrony Demokracji pod Sejmem, w których przemawiali m.in. Tomasz Lis, Stefan Niesiołowski oraz byli ministrowie Radosław Sikorski i Roman Giertych. W dokumencie jest pokazany m.in. atak przez zwolenników KOD-u na dziennikarzy TVP Info czy wątek domniemanego zakłócenia sygnału kanałów TVP przez firmę Emitel.

## Krytyka
Pucz został skrytykowany przez wielu dziennikarzy i publicystów, m.in. ze względu na stronniczość, jaka nie może cechować filmu dokumentalnego, chaotyczny montaż, niską jakość fabuły filmu oraz za nieumieszczenie listy nazwisk twórców filmu w napisach końcowych (Pucz zakończył się jedynie planszą końcową z napisami PRODUKCJA TELEWIZJA POLSKA 2017). Niektórzy zarzucali Prezesowi TVP Jackowi Kurskiemu, że dokument został specjalnie pokazany, aby przykryć odbywający wtedy finał Wielkiej Orkiestry Świątecznej Pomocy.